# Рошкі-Земакі
Рошкі-Земакі (пол. Roszki-Ziemaki) — село в Польщі, у гміні Соколи Високомазовецького повіту Підляського воєводства.
Населення — 96 осіб (2011).
У 1975-1998 роках село належало до Ломжинського воєводства.

## Демографія
Демографічна структура станом на 31 березня 2011 року:
|          | Загалом | Допрацездатний вік | Працездатний вік | Постпрацездатний вік |
| -------- | ------- | ------------------ | ---------------- | -------------------- |
| Чоловіки | 56      | 11                 | 37               | 8                    |
| Жінки    | 40      | 9                  | 20               | 11                   |
| Разом    | 96      | 20                 | 57               | 19                   |